# دانيال دبليو. مكارثي
دانيال دبليو. مكارثي (بالإنجليزية: Daniel McCarthy)‏ هو ملحن أمريكي، ولد في 1955.

## وصلات خارجية
- دانيال دبليو. مكارثي على موقع ميوزك برينز (الإنجليزية)
- دانيال دبليو. مكارثي على موقع ديسكوغز (الإنجليزية)